# Neochodaeus striatus
Neochodaeus striatus es una especie de coleóptero de la familia Ochodaeidae.

## Distribución geográfica
Habita en Arizona y Nuevo México (Estados Unidos).